# Pallisentis magnum
Pallisentis magnum är en hakmaskart som beskrevs av Saeed och Bilgees 1971. Pallisentis magnum ingår i släktet Pallisentis och familjen Quadrigyridae. Inga underarter finns listade i Catalogue of Life.